# William Jones (Mathematiker)

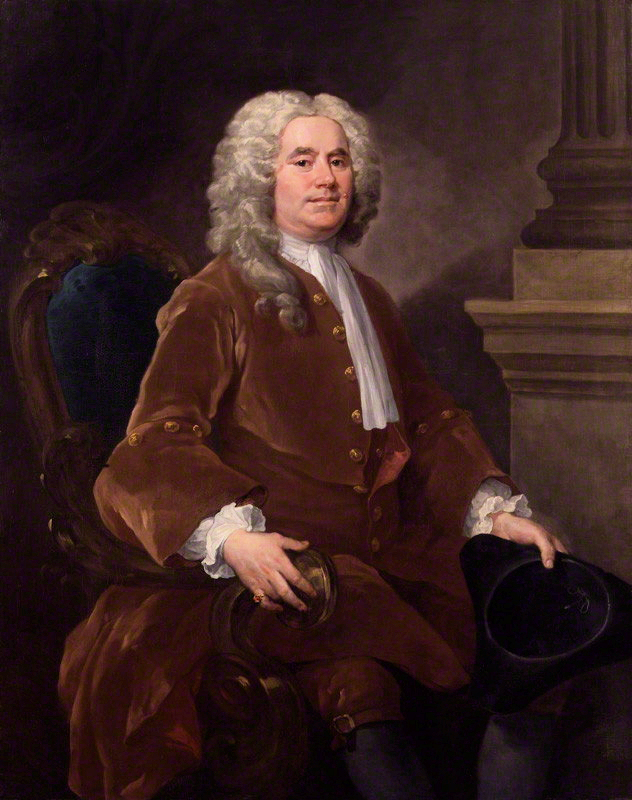
William Jones

William Jones (* 1675 in Llanfihangel Tre'r Beirdd, Anglesey, Wales; † 1. Juli 1749 in London) war ein walisischer Mathematiker, der 1706 als einer der Ersten (nach William Oughtred) das griechische Symbol π (Pi) für die Kreiszahl benutzte. Diese Bezeichnung setzte sich aber erst 1737 mit den Schriften des Schweizer Mathematikers Leonhard Euler (1707–1783) auch in der Wissenschaft durch.

## Leben
Jones stammte aus einer armen Familie aus Anglesey, wo sein Vater Siôn Siôr einen Bauernhof hatte. Er besuche eine Armenschule in Llanbabo, wo sein mathematisches Talent auffiel. Ein Grundeigentümer der Gegend vermittelte Jones eine Stellung bei einem Kaufmann in London. Von 1695 bis 1702 fuhr er zur See und gab auf Schiffen Unterricht in Mathematik und Navigation. Mit der Royal Navy nahm er auch an der Seeschlacht bei Vigo teil.
1702 verließ er die Navy, um als Privatlehrer für Mathematik zu arbeiten. Im gleichen Jahr veröffentlichte er sein erstes Buch über Navigation A New Compendium of the Whole Art of Navigation. Zu seinen Schülern gehörte Philip Yorke, 1. Earl of Hardwicke, der später Lordkanzler von England wurde. Eine Bewerbung an der Royal Mathematical School der Christ's Hospital 1709 schlug fehl, obwohl Jones Empfehlungen von Isaac Newton und Edmund Halley vorlegen konnte. Diese Schule bildete Jungen ab 11 Jahren in Mathematik und Navigation für den Dienst in der Marine aus.
Ein späterer Schüler von Jones war George Parker, 2. Earl of Macclesfield. Parker und Yorke halfen Jones, als er sein Vermögen durch den Bankrott einer Bank verlor. Jones lebte auch zeitweise im Schloss der Familie Parker in Shirburn. Parker vermachte Jones auch seine umfangreiche mathematische Bibliothek.
Jones war zweimal verheiratet, zunächst mit der Witwe des Kaufmanns, für den er gearbeitet hatte. 1731 heiratete er ein zweites Mal. Aus dieser Ehe mit Mary Nix gingen drei Kinder hervor: Mary (* 1736) und William (1746–1794), der als Indologe berühmt wurde. Ein weiteres Kind starb im Kindesalter.

## Werk
Obwohl Jones keine Universität besucht hatte und keine Beiträge zur mathematischen Forschung erbrachte, stand er mit einigen herausragenden Mathematikern seiner Zeit in Kontakt, insbesondere mit Isaac Newton. Seit 1711 war Jones Mitglied der Royal Society. Für diese wurde er 1713 Mitglied einer Kommission, die den Prioritätsstreit zwischen Newton und Gottfried Wilhelm Leibniz klären sollte. Jones veröffentlichte auch ein Buch nach Newtons Notizen Analysis per quantitatum series, fluxiones, ac differentias: cum enumeratione linearum tertii ordinis, London 1711.
In seinem Lehrbuch Synopsis palmariorum matheseos: or, A new introduction to the mathematics, London 1706, verwendete er das Symbol π (abgeleitet von engl. Periphery „Umfang“).